# Lycomorphodes splendida
Lycomorphodes splendida är en fjärilsart som beskrevs av Max Wilhelm Karl Draudt 1918. Lycomorphodes splendida ingår i släktet Lycomorphodes och familjen björnspinnare. Inga underarter finns listade i Catalogue of Life.